# Flottation
Ne doit pas être confondu avec la séparation par flottaison, directement basée sur le principe d'Archimède.
La flottation est un procédé de séparation (ségrégation de mousses à partir d'une phase liquide) fondé sur des différences d'hydrophobicité des surfaces des particules à séparer. Elle est utilisée en minéralurgie pour séparer des minéraux entre eux et dans le traitement des eaux usées pour éliminer les graisses.

## Minéralurgie
Cette séparation est fondée sur les propriétés de surface et sur les propriétés d'hydrophobie et d'hydrophilie des phases minérales et a lieu dans une cellule de flottation.
Dans une cellule de flottation, la pulpe minérale est mise en agitation par un arbre qui va aussi servir à injecter l'air à l'origine de la formation de bulles. Les mousses ainsi formées, qui sont chargées en particules minérales, sont récupérées par débordement ou par un système d'écumoire.
Différents réactifs chimiques sont utilisés pour ce procédé :
- les collecteurs ont pour but d'activer les surfaces des minéraux à valoriser pour les rendre hydrophobes. Leur efficacité est liée au pH de la pulpe minérale et à sa concentration solide ;
- les moussants permettent de créer des mousses compactes. Souvent composés d'alcools, ils diminuent la tension de surface.  Ils diminuent ainsi la coalescence, ce qui permet de contrôler la taille des bulles et de prolonger la durée de vie de la mousse. Ils augmentent ainsi la probabilité de collision entre les bulles et les particules tout en offrant un meilleur support aux particules récupérées dans la mousse, diminuant ainsi le relargage de particules dans la pulpe de flottation ;
- les activants modifient la surface des minéraux de valeur afin de les rendre actifs avant l'ajout de collecteur ;
- les déprimants sont utilisées pour rendre hydrophiles les phases minérales qu'on ne veut pas flotter ;
- les dispersants dont le but est de lutter contre l'agglomération des particules minérales.

Un schéma type de flottation est divisé en quatre phases :
- le conditionnement où l'on mélange les réactifs chimiques à la pulpe ;
- l'ébauchage où l'on récupère le maximum de produit. Le concentré obtenu est ensuite envoyé aux relavages ;
- l'épuisement où l'on récupère le reste du produit qui parvient à flotter ;
- les relavages où le maximum de stérile est séparé du concentré par passage de celui-ci de cellule en cellule et renvoi du stérile à la cellule précédente.

La flottation est une méthode particulièrement bien adaptée à la séparation des minéraux sulfurés (blende, galène, chalcopyrite, pyrite…), des oxydes (oxydes de fer…), de la barytine et de la fluorine.
Une granulométrie fine est nécessaire à la flottation (250 µm maximum), néanmoins les particules trop fines <10 µm (schlammes) consomment trop de réactifs et gênent le processus.

## Traitement des eaux usées
Le procédé de flottation est utilisé dans le traitement des eaux usées afin d'éliminer la pollution non-soluble contenue dans une eau résiduaire industrielle ou domestique. Dans un premier temps la pollution insoluble contenue dans l'eau s'agglomère sous forme de flocs, procédé de coagulation-floculation, puis l'effluent floculé est mélangé à de l'air dissout lors de son injection dans l'appareil de flottation. Les boues sont collectées en surface, et l'eau traitée sort à l'opposé de l'appareil.
Dans le cas du traitement des eaux domestiques, c'est la seconde phase du traitement après le dégrillage. Généralement associée au dessablage, cette phase élimine les composants insolubles : les graisses (hydrophobes) et autres éléments légers sont emportés vers le haut par une injection d'air tandis que les sables se déposent au fond du bassin par décantation.
Diverses applications sont possibles :
- eaux huileuses : pétrochimie, atelier de mécanique… ;
- eaux graisseuses : agro-alimentaire, conserverie… ;
- phase insoluble des eaux domestiques.